# ويزارد أند ذا برينسيس
ويزارد أند ذا برينسيس (بالإنجليزية: Wizard and the Princess)‏ وتعني الساحر والأميرة، هي لعبة فيديو إلكترونية من نوع مغامرات، أنتجت سنة 1980م وطورها ونشرها شركة أون-لاين سيستمز الأمريكية.